# Le Sel-de-Bretagne
Pour les articles homonymes, voir Sel et Bretagne (homonymie).
Le Sel-de-Bretagne est une commune française située dans le département d'Ille-et-Vilaine, en région Bretagne.
Ses habitants sont les Selois et les Seloises.

## Géographie

### Description
La commune se trouve au sud du département d'Ille-et-Vilaine, à une vingtaine de kilomètres à vol d'oiseau de Rennes, la préfecture départementale et régionale.

### Communes limitrophes
|       | Le Petit-Fougeray    | Saulnières |
| Pancé | Sel-de-Bretagne      | Tresbœuf   |
|       | La Bosse-de-Bretagne |            |

### Hydrographie
Pour un article plus général, voir Réseau hydrographique d'Ille-et-Vilaine.
La commune est située dans le bassin Loire-Bretagne. Elle est drainée par le Maigé, le ruisseau de l'Étang normand, le ruisseau de la Potinière, le ruisseau des Caillons et le ruisseau du Pont de nache,,.

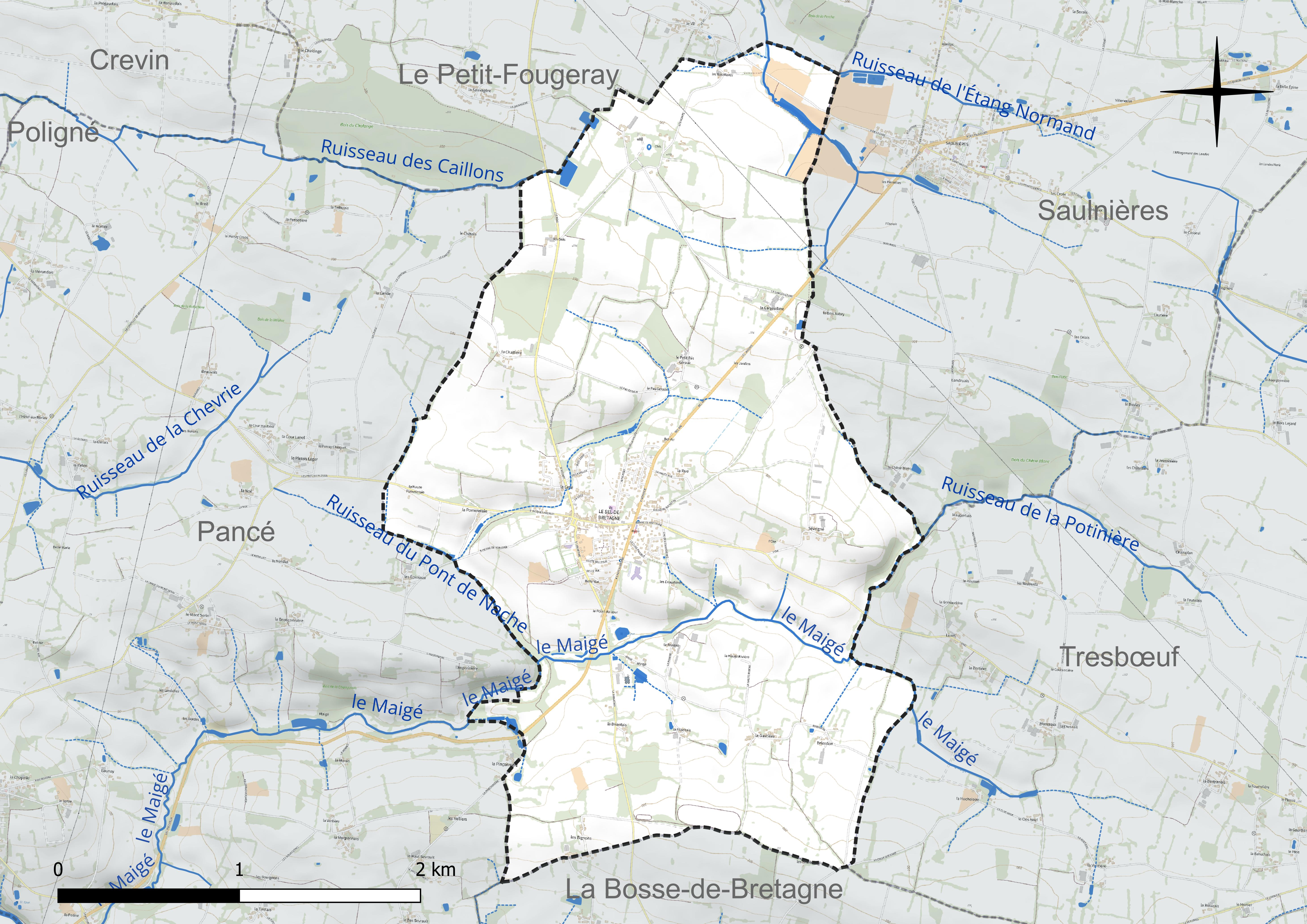
Réseau hydrographique du Sel-de-Bretagne.

### Climat
Pour des articles plus généraux, voir Climat de la Bretagne et Climat d'Ille-et-Vilaine.
En 2010, le climat de la commune est de type climat océanique altéré, selon une étude du CNRS s'appuyant sur une série de données couvrant la période 1971-2000. En 2020, Météo-France publie une typologie des climats de la France métropolitaine dans laquelle la commune est exposée à un climat océanique et est dans la région climatique Bretagne orientale et méridionale, Pays nantais, Vendée, caractérisée par une faible pluviométrie en été et une bonne insolation. Parallèlement l'observatoire de l'environnement en Bretagne publie en 2020 un zonage climatique de la région Bretagne, s'appuyant sur des données de Météo-France de 2009. La commune est, selon ce zonage, dans la zone « Sud Est », avec des étés relativement chauds et ensoleillés.
Pour la période 1971-2000, la température annuelle moyenne est de 11,4 °C, avec une amplitude thermique annuelle de 13,4 °C. Le cumul annuel moyen de précipitations est de 740 mm, avec 12,7 jours de précipitations en janvier et 6,6 jours en juillet. Pour la période 1991-2020, la température moyenne annuelle observée sur la station météorologique la plus proche, située sur la commune de La Noë-Blanche à 14 km à vol d'oiseau, est de 12,2 °C et le cumul annuel moyen de précipitations est de 780,5 mm,. Pour l'avenir, les paramètres climatiques de la commune estimés pour 2050 selon différents scénarios d'émission de gaz à effet de serre sont consultables sur un site dédié publié par Météo-France en novembre 2022.

## Urbanisme

### Typologie
Au 1er janvier 2024, Le Sel-de-Bretagne est catégorisée bourg rural, selon la nouvelle grille communale de densité à sept niveaux définie par l'Insee en 2022.
Elle est située hors unité urbaine. Par ailleurs la commune fait partie de l'aire d'attraction de Rennes, dont elle est une commune de la couronne,. Cette aire, qui regroupe 183 communes, est catégorisée dans les aires de 700 000 habitants ou plus (hors Paris),.

### Occupation des sols
L'occupation des sols de la commune, telle qu'elle ressort de la base de données européenne d'occupation biophysique des sols Corine Land Cover (CLC), est marquée par l'importance des territoires agricoles (93,6 % en 2018), en diminution par rapport à 1990 (95,5 %). La répartition détaillée en 2018 est la suivante : 
zones agricoles hétérogènes (47 %), terres arables (46,6 %), zones urbanisées (5,7 %), forêts (0,7 %). L'évolution de l'occupation des sols de la commune et de ses infrastructures peut être observée sur les différentes représentations cartographiques du territoire : la carte de Cassini (XVIIIe siècle), la carte d'état-major (1820-1866) et les cartes ou photos aériennes de l'IGN pour la période actuelle (1950 à aujourd'hui).

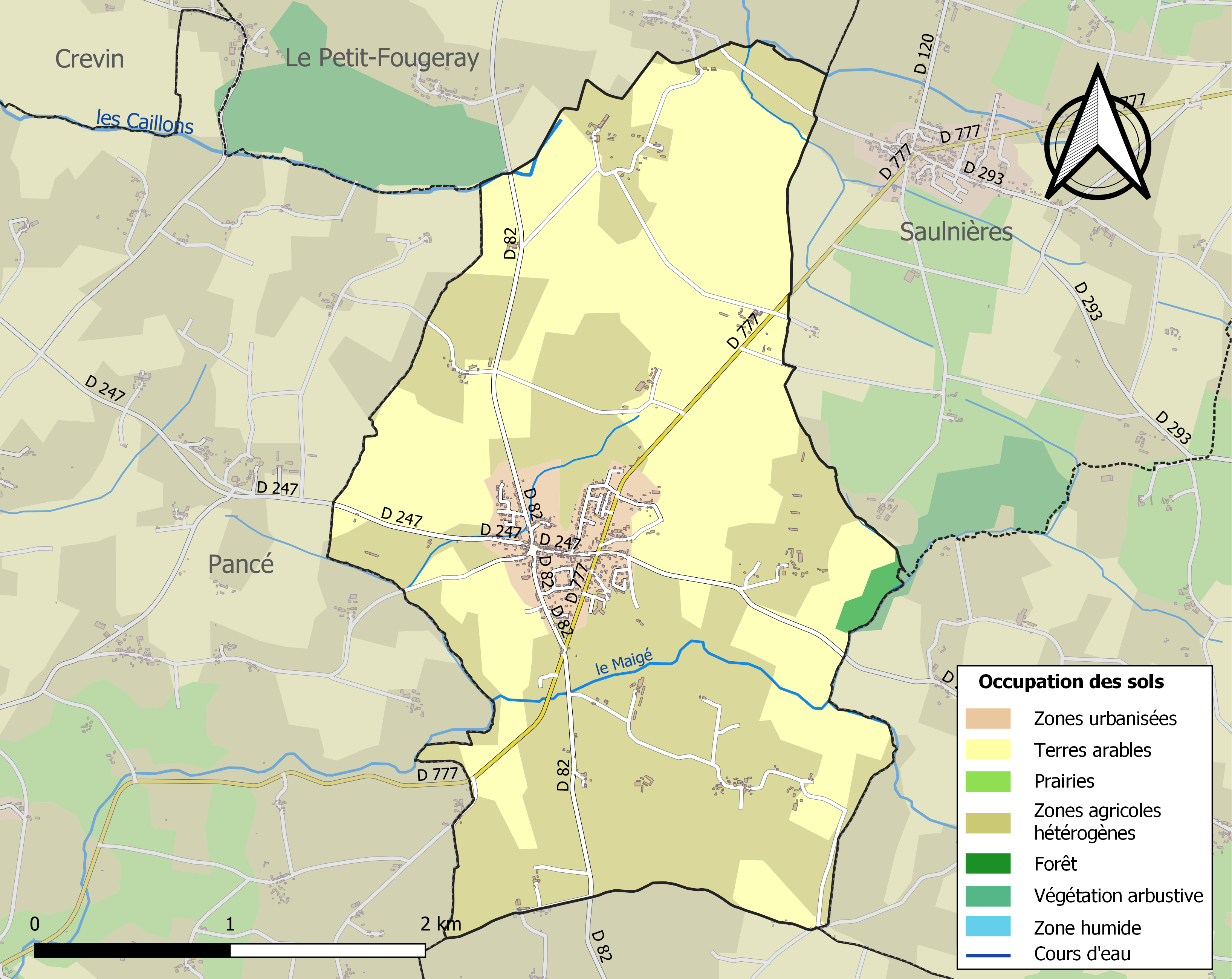
Carte des infrastructures et de l'occupation des sols de la commune en 2018 (CLC).

### Habitat et logement
En 2018, le nombre total de logements dans la commune était de 408, alors qu'il était de 367 en 2013 et de 318 en 2008.
Parmi ces logements, 93 % étaient des résidences principales, 1 % des résidences secondaires et 5,9 % des logements vacants. Ces logements étaient pour 95,6 % d'entre eux des maisons individuelles et pour 4,2 % des appartements.
Le tableau ci-dessous présente la typologie des logements au Le Sel-de-Bretagne en 2018 en comparaison avec celle d'Ille-et-Vilaine et de la France entière. Une caractéristique marquante du parc de logements est ainsi une proportion de résidences secondaires et logements occasionnels (1 %) inférieure à celle du département (7,1 %) et  à celle de la France entière (9,7 %). Concernant le statut d'occupation de ces logements, 82,9 % des habitants de la commune sont propriétaires de leur logement (83,3 % en 2013), contre 59,8 % pour l'Ille-et-Vilaine et 57,5 % pour la France entière.
| Typologie                                               | Le Sel-de-Bretagne | Ille-et-Vilaine | France entière |
| ------------------------------------------------------- | ------------------ | --------------- | -------------- |
| Résidences principales (en %)                           | 93                 | 86,3            | 82,1           |
| Résidences secondaires et logements occasionnels (en %) | 1                  | 7,1             | 9,7            |
| Logements vacants (en %)                                | 5,9                | 6,7             | 8,2            |

## Toponymie
Le nom de la localité est attesté sous la forme Parochia de Sello aux XIIIe et XVIe siècles, Le Sel début 1967.
Le Sel devient Le Sel-de-Bretagne le 3 décembre 1967.
Le nom « Sel » vient des dépôts de sel présents sur la commune[réf. nécessaire]. Le Sel-de-Bretagne a probablement une origine gallo-romaine. On y trouve en effet une vieille voie gallo-romaine appelée « chemin des Saulniers », fréquentée autrefois par les contrebandiers qui transportaient frauduleusement le sel, de Bretagne où il était exempt de l'impôt sur la gabelle, vers le Maine où il était au contraire frappé de droits élevés. Le sel, provenant des marais salants de Guérande et Saillé, était acheminé par voie d'eau (la Vilaine) jusqu'à Messac) pour ensuite être redirigé vers l'Anjou ou le Maine.

## Histoire

### Préhistoire
A. Marteville et P. Varin écrivent que « près le bourg du Sel, au sud-ouest, existent deux menhirs, ou pierres longues : l'une, d'un seul et magnifique bloc de quartz blanc, est à peu près carrée , et a 2 mètres 50 centimètres de hauteur sur 1 mètre 50 cm environ de largeur ; l'autre, en pierre appelée vulgairement cahot, a près de 3 m de hauteur, 1 m d'épaisseur et 2 m de largeur. Toutes deux sont à 200 mètres du bourg , et il n'existe pas dans les environs de carrières d'où elles auraient pu être tirées ; elles font partie, à ce qu'il paraît, d'une ligne de menhirs qui depuis Le Teil jusqu'au Port-Neuf en Messac, sont jalonnées de loin en loin en direction du nord ».

### Moyen Âge
Une motte féodale, entourée de douves et une grande cour en forme de fer à cheval encerclée par un fossé et un talus, se trouvent au lieu-dit "butte du Chalonge" en Chanteloup, mais à la limite communale avec Le Sel-de-Bretagne.
Le château du Sel est vendu en 1253 par Roland Dollo, seigneur du Sel, à Thomas, seigneur de Chemillé. En 1500 cette seigneurie appartient à Jean Pinczon, sieur des Monts.
La juridiction des Monts supplante au XVe siècle celles des seigneuries de Poligné et de Châteaugiron

### Temps modernes

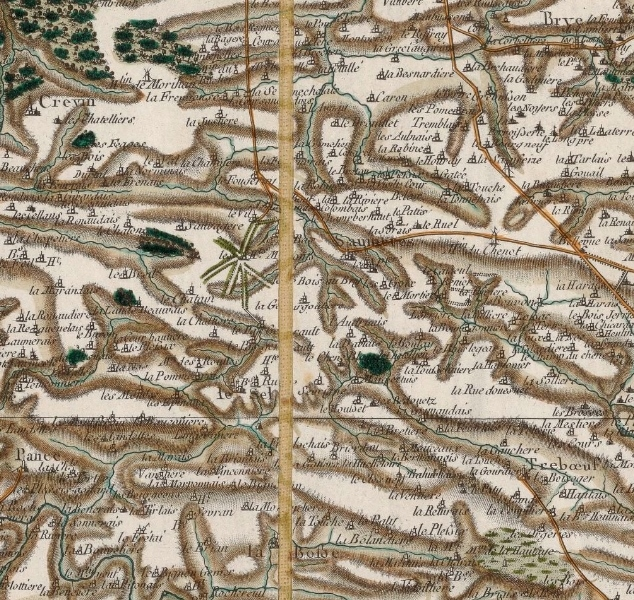
Carte de Cassini représentant la région de Saulnières et Le Sel.

Jean-Baptiste Ogée décrit ainsi Le Sel en 1778 :

« Le Sel ; à 5 lieues un quart au Sud-Sud-Est de Rennes, son évêché, sa subdélégation et son ressort. On y compte 600 communiants : la cure est à l'Ordinaire. Ce territoire est, pour sa plus grande partie, stérile. Il renferme des landes dont le sol ne mérite pas les soins du cultivateur, et quelques bois-taillis. On y cueille du fruit dont on fait le cidre. Le château du Sel, haute justice, est la maison seigneuriale du lieu »

Le château du Sel évoqué par Jean-Baptiste Ogée est le château des Monts, propriété de la famille Pinczon du Sel depuis 1474. Le manoir de la Filochaye (ou Filochais) dépendait de la seigneurie de Poligné et appartenait depuis au moins 1421 à la famille Filoche, avant d'être vendu en mars 1695 à la famille Pinczon du Sel, qui le possédait encore en 1789. Un autre château était celui de La Rue, qui fut successivement propriété des familles de La Filochaye, des Monts, et depuis 1773 de la famille Vimont, laquelle possédait aussi au même moment le manoir de la Grand'Maison, situé dans le bourg.

### Révolution française et Empire
Le cahier de doléances du Sel est rédigé, en préparation des États généraux, le 4 avril 1789 sous la présidence de Pierre Barbotin, procureur de la paroisse, en l'absence de Pierre Daniel, sénéchal, « absent pour cause de maladie » ; Pierre Touchais et Guillaume Gaigeard (tous deux cultivateurs) sont désignés pour représenter la paroisse lors de l'assemblée du tiers-état de la sénéchaussée.
Michel Robidet, recteur de la paroisse depuis 1778, est prêtre réfractaire ; il est emprisonné à Saint-Melaine de Rennes en 1792 et s'exile à Jersey en 1793.
La population de la commune est favorable aux changements apportés par la Révolution française, surtout après la fin de la Terreur. La principale fête révolutionnaire est celle célébrant l'anniversaire de l'exécution de Louis XVI, accompagnée d'un serment de haine à la royauté et à l'anarchie, fêtée à partir de 1795.

### Époque contemporaine

#### LeXIXesiècle
A. Marteville et P. Varin, continuateurs d'Ogée, décrivent ainsi Le Sel en 1843 :

« Le Sel (sous l'invocation de saint Martin) : commune formée de l'ancienne paroisse de ce nom ; aujourd'hui cure de 2ème classe. (...)  Principaux villages : les Monts, Sévigné, Bierden, la Rivière, la Chultière. Maison principale : le château des Monts. Superficie totale 1 035 hectares 2 ares, dont (...) terres labourables 663 ha, prés et pâturages 115 ha, bois 31 ha, vergers et jardins 18 ha, landes et incultes 175 ha (...). Moulins : 3 (des Rottes, de la Rivière ; à vent). L'église du Sel est ancienne, mais on ignore la date de sa construction. Il y avait autrefois, outre cette église, une chapelle au château des Monts, une autre au bourg sous l'invocation de sainte Marguerite, une troisième enfin au hameau de la Rue, sous l'invocation de sainte Anne. Cette dernière est la seule qui existe encore. De 1803 à 1826 la commune de La Bosse a été réunie à celle du Sel pour le culte ; à cette dernière date, elle fut érigée en succursale. À la même époque (1803), Le Petit-Fougeray avait été réuni de la même manière au Sel ; mais l'ordonnance qui prescrivait cette réunion n'avit pas été exécutée. (...) Une section, dite de Pouchard, du nom de son principal village, est complètement détachée du territoire de la commune, à environ 1 700 mètres au sud. (...) Outre le château des Monts, il y a dans cette commune celui de la Fillochaye, qui est pour ainsi dire abandonné. Les Pinczon du Sel étaient seigneurs fondateurs de cette paroisse ; cependant quelques lieux relevaient de M. de la Bourdonnaye-Montluc. (...) Il y a foire le premier mardi d'octobre et le mardi qui suit la Madelaine. Marché le samedi. Géologie : schiste micacé. On parle le français [en fait le gallo]. »

Une école publique de garçons est ouverte en 1841 en vertu de la Loi Guizot, mais elle est remplace en 1861 par une école privée, soutenue par le curé. En 1885 ouvre une nouvelle école de garçons, celle des filles ouvrant en 1887 ; l'enseignement est assuré par les religieuses de Paramé.

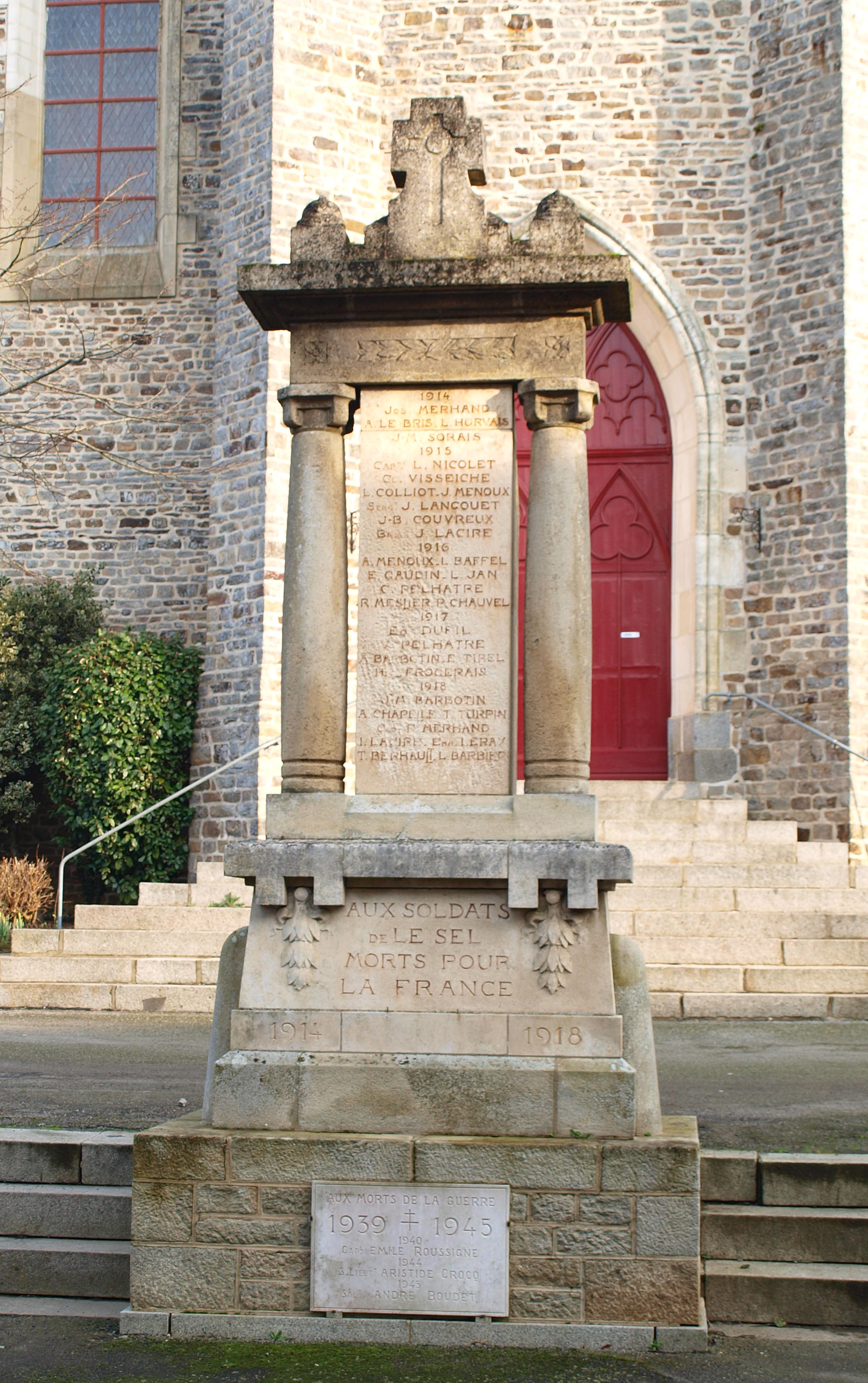
Le monument aux morts de Sel-de-Bretagne.

#### La Belle Époque
L'école du Sel tenue par des religieuses est laïcisée à compter du 14 septembre 1903 en vertu de la loi sur les congrégations.
Une ligne de tramway des TIV (Transports d'Ille-et-Vilaine) allant de Rennes au Grand-Fougeray en passant par Chartres-de-Bretagne, Noyal-sur-Seiche, Pont-Péan, Orgères, Chanteloup, Le Sel, Saulnières, Pancé, Bain et La Dominelais est construite à partir de 1909 ; mise en service en 1910, la ligne est longue de 64 km ; elle ferme en 1937 ; les tramways y circulaient à environ 25 km/h.

#### La Première Guerre mondiale
Le monument aux morts du Sel-de-Bretagne porte les noms de 31 soldats morts pour la France pendant la Première Guerre mondiale ; la plupart sont décédés sur le sol français (parmi eux Louis Nicolet, fait chevalier de la Légion d'honneur).

#### L'Entre-deux-Guerres

Le Sel dans l'Entre-deux-Guerres
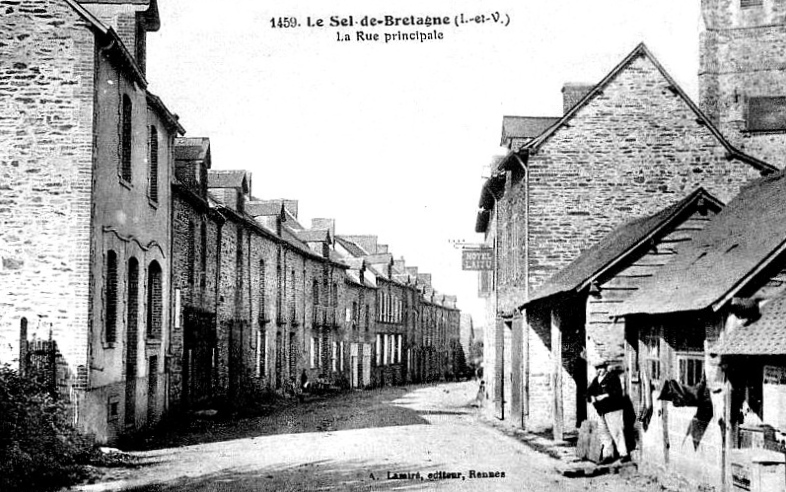
Le Sel : la rue principale.
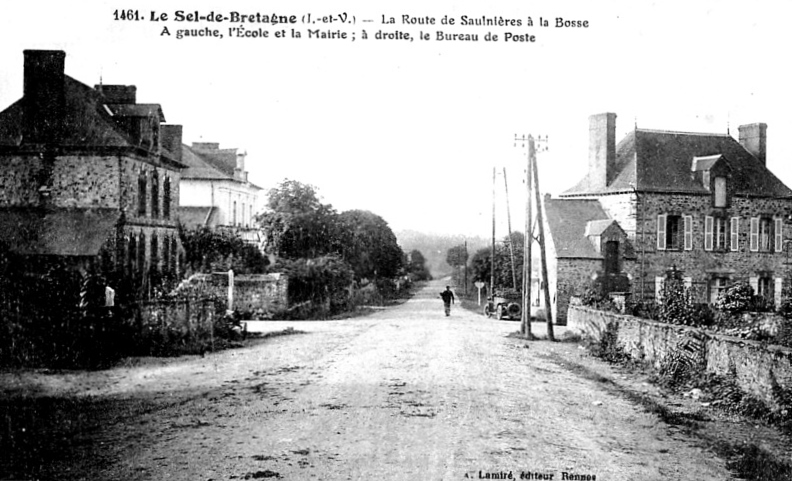
Le Sel : la route de Saulnières à La Bosse.

#### La Seconde Guerre mondiale
Le monument aux morts du Sel-de-Bretagne porte les noms de 3 personnes mortes pour la France pendant la Seconde Guerre mondiale ; parmi elles Aristide Crocq, résistant, agent de renseignement du service action du BCRA, fait prisonnier après avoir été parachuté dans le cadre du plan Sussex, fusillé le 10 août 1944 à Saint-Ouen (Loir-et-Cher) ; les deux autres sont Émile Roussigné, mort en 1940 et André Boutet, mort en 1945.

#### L'après Seconde Guerre mondiale
En 1967, le nom de la commune du Sel a été modifié en Le Sel-de-Bretagne.

## Politique et administration

### Rattachements administratifs et électoraux

#### Rattachements administratifs
La commune se trouve dans l'arrondissement de Redon du département de l'Ille-et-Vilaine.
Elle était depuis 1793 le chef-lieu du canton du Sel-de-Bretagne. Dans le cadre du redécoupage cantonal de 2014 en France, cette circonscription administrative territoriale a disparu, et le canton n'est plus qu'une circonscription électorale.

#### Rattachements électoraux
Pour les élections départementales, la commune fait partie depuis 2014 du canton de Bain-de-Bretagne
Pour l'élection des députés, elle fait partie de la quatrième circonscription d'Ille-et-Vilaine.

### Intercommunalité
Le Sel-de-Bretagne était membre de la communauté de communes de Moyenne Vilaine et Semnon, un établissement public de coopération intercommunale (EPCI) à fiscalité propre créé fin 1993  et auquel la commune avait transféré un certain nombre de ses compétences, dans les conditions déterminées par le code général des collectivités territoriales.
Dans le cadre des dispositions de la loi portant nouvelle organisation territoriale de la République du 7 août 2015, qui prévoit que les établissements publics de coopération intercommunale (EPCI) à fiscalité propre doivent avoir un minimum de 15 000 habitants, cette intercommunalité a fusionné avec sa voisine pour former, le 1er janvier 2017, la communauté de communes dénommée Bretagne Porte de Loire Communauté, dont est désormais membre la commune.

### Liste des maires
| Période                                  | Période                    | Identité                               | Étiquette | Qualité                                                                    |
| ---------------------------------------- | -------------------------- | -------------------------------------- | --------- | -------------------------------------------------------------------------- |
| Les données manquantes sont à compléter. |                            |                                        |           |                                                                            |
| avant 1830                               | 1830                       | Pierre Marie Pinczon du Sel des Mottes |           | Propriétaire.                                                              |
| 1830                                     |                            | François Bréal                         |           | Propriétaire cultivateur.                                                  |
| avant 1838                               | 1839                       | René Regnault                          |           | Notaire.                                                                   |
| 1839                                     | après 1840                 | Pierre Marie Delalande.                |           | Cultivateur.                                                               |
| avant 1850                               | après 1850                 | Marie Baptiste Renaudet.               |           | Notaire.                                                                   |
| avant 1860                               | après 1860                 | Julien Lécrivain                       |           | Propriétaire cultivateur.                                                  |
| avant 1872                               | après 1872                 | Jean Jagot                             |           | Notaire.                                                                   |
| avant 1880                               | après 1880                 | René Delalande                         |           | Cultivateur. Fils de Pierre Marie Delalande, maire vers 1840.              |
| avant 1890                               | 1891                       | René Brochard.                         |           | Notaire.                                                                   |
| 1891                                     | 1900                       | Alexandre Bitauld.                     |           | Propriétaire cultivateur.                                                  |
| 1900                                     | après 1921                 | Théodore Bigot                         |           | Propriétaire. Cultivateur.                                                 |
| Les données manquantes sont à compléter. |                            |                                        |           |                                                                            |
| 1947                                     | 19..                       | Jean-Baptiste Bitault                  | MRP       |                                                                            |
|                                          | octobre 1974               | André Hupel                            | DVD       | Notaire Conseiller général de Sel-de-Bretagne (1956 → 1998) Démissionnaire |
| décembre 1974                            | mars 2001                  | Jean Jolivel                           | DVD       | Commerçant retraité                                                        |
| mars 2001                                | mai 2020                   | Gilbert Ménard                         | DVG       | Professeur de collège Conseiller général de Sel-de-Bretagne (2004 → 2015)  |
| mai 2020                                 | juillet 2022               | Stéphane Morin                         |           | Enseignant d'université, ancien premier adjoint. Démissionnaire.           |
| octobre 2022,                            | En cours (au 20 mars 2023) | Christine Roger                        |           | Conseillère bancaire pour le secteur agricole                              |

## Équipements et services publics

### Enseignement

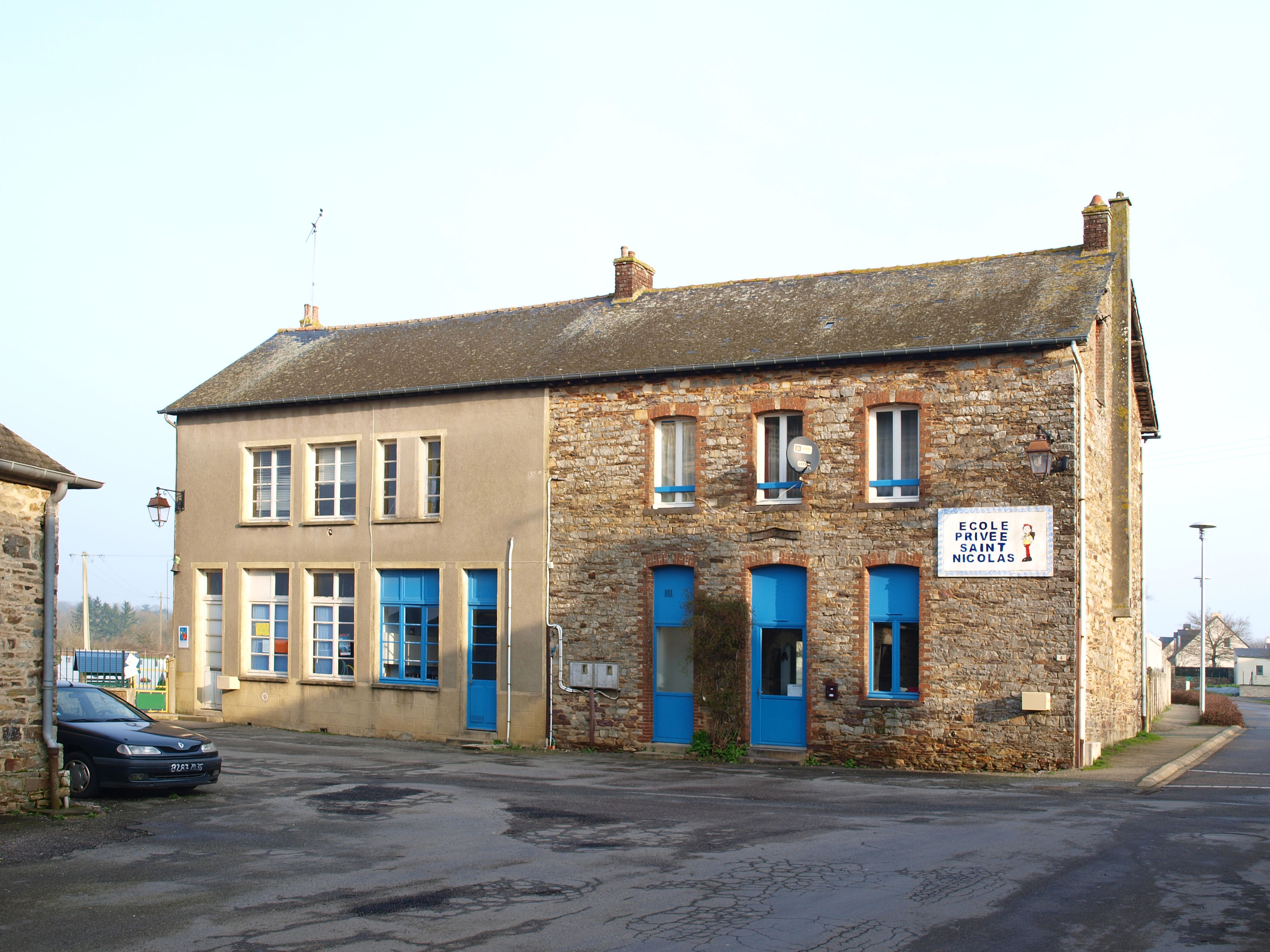
L'école privée Saint-Nicolas

Une "petite école", tenue par le prêtre Jean Beauchesne, a ouvert pendant quelques années au Sel au début du XVIIIe siècle.
Une école publique de garçons est ouverte en 1841 en vertu de la Loi Guizot, mais elle est remplace en 1861 par une école privée, soutenue par le curé. En 1885 ouvre une nouvelle école de garçons, celle des filles ouvrant en 1887 ; l'enseignement est assuré par les religieuses de Paramé jusqu'en 1903, date à laquelle elles sont remplacées par des instituteurs laïcs en vertu de la Loi sur les congrégations. Une école privée de filles ouvre en 1909 et celle des garçons en 1938. En 1947 les écoles privées accueillent 85% des enfants de la commune ; les écoles publiques, désertées, ferment en 1974.
Le Sel-de-Bretagne dispose de nos jours de deux écoles primaires, l'une publique (École primaire Mathurin Méheut, inaugurée en 2007), l'autre privée (École primaire Saint-Nicolas, son bâtiment datant en partie du XIXe siècle).

## Population et société

### Démographie
L'évolution du nombre d'habitants est connue à travers les recensements de la population effectués dans la commune depuis 1793. Pour les communes de moins de 10 000 habitants, une enquête de recensement portant sur toute la population est réalisée tous les cinq ans, les populations de référence des années intermédiaires étant quant à elles estimées par interpolation ou extrapolation. Pour la commune, le premier recensement exhaustif entrant dans le cadre du nouveau dispositif a été réalisé en 2005.

En 2022, la commune comptait 1 102 habitants, en évolution de +0,46 % par rapport à 2016 (Ille-et-Vilaine : +5,46 %, France hors Mayotte : +2,11 %).
| 1793 | 1800 | 1806 | 1821 | 1831 | 1836 | 1841 | 1846 | 1851 |
| ---- | ---- | ---- | ---- | ---- | ---- | ---- | ---- | ---- |
| 464  | 603  | 559  | 618  | 638  | 636  | 633  | 683  | 640  |

| 1856 | 1861 | 1866 | 1872 | 1876 | 1881 | 1886 | 1891 | 1896 |
| ---- | ---- | ---- | ---- | ---- | ---- | ---- | ---- | ---- |
| 674  | 638  | 720  | 728  | 688  | 784  | 678  | 703  | 675  |

| 1901 | 1906 | 1911 | 1921 | 1926 | 1931 | 1936 | 1946 | 1954 |
| ---- | ---- | ---- | ---- | ---- | ---- | ---- | ---- | ---- |
| 630  | 642  | 659  | 535  | 524  | 533  | 517  | 510  | 455  |

| 1962 | 1968 | 1975 | 1982 | 1990 | 1999 | 2005 | 2006 | 2010 |
| ---- | ---- | ---- | ---- | ---- | ---- | ---- | ---- | ---- |
| 445  | 456  | 404  | 451  | 501  | 514  | 728  | 767  | 915  |

| 2015  | 2020  | 2022  | - | - | - | - | - | - |
| ----- | ----- | ----- | - | - | - | - | - | - |
| 1 091 | 1 110 | 1 102 | - | - | - | - | - | - |

## Culture locale et patrimoine

### Lieux et monuments

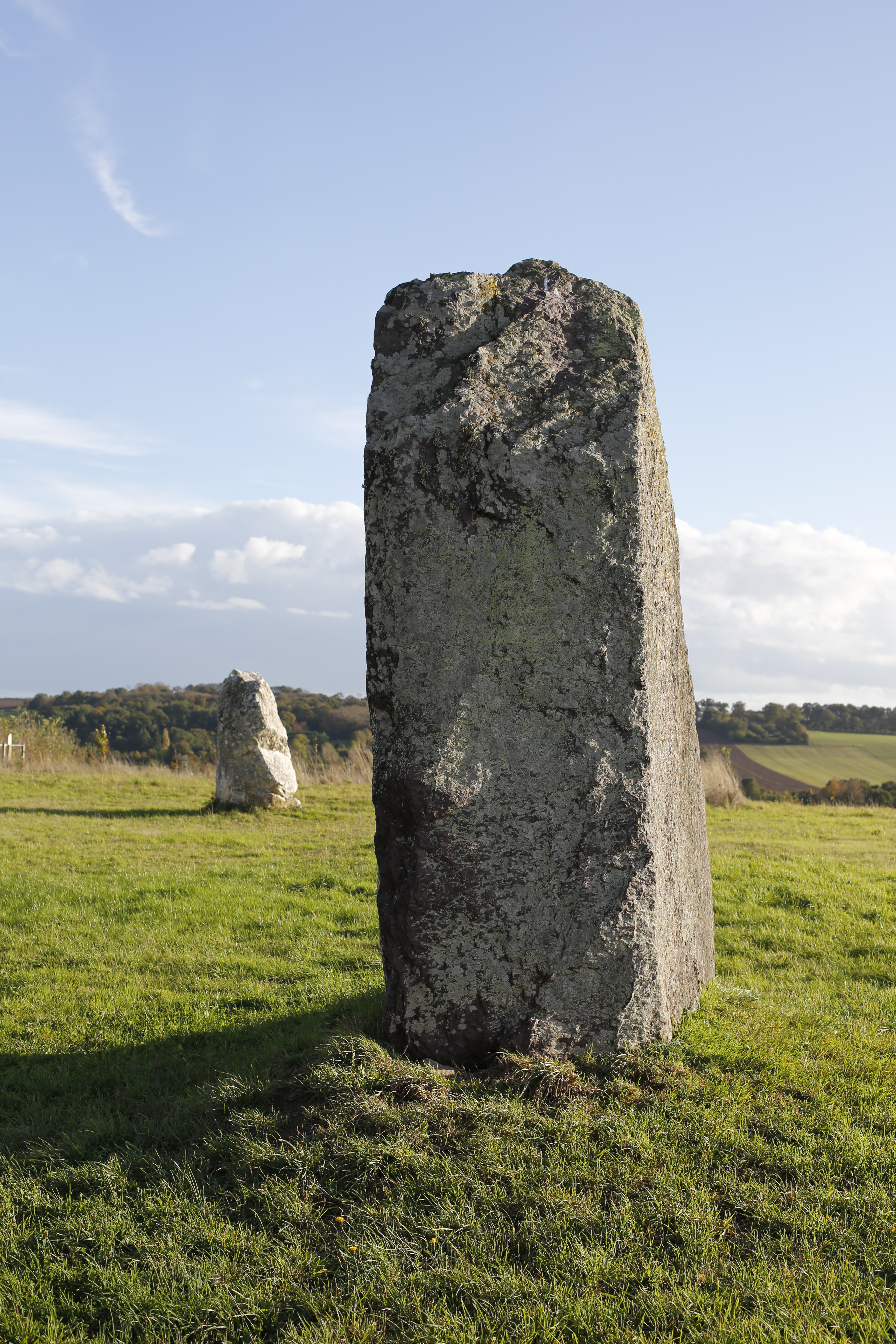
Menhir du Champ de la Pierre au premier-plan et menhir du Champ Horel en arrière-plan.

La commune compte un monument historique protégée :
- le menhir du Champ de la Pierre et menhir du Champ Horel, classés en 1945[44]

Folklore: La légende des deux sœurs
On trouve également :
- l'église Saint-Martin, construite dans le 3e quart du XIXe siècle par l'architecte Édouard Brossay-Saint-Marc[45].
- la chapelle Sainte-Anne, datant de 1774[46].
- la chapelle du Crucifix à la Briantais (elle date de 1891)[47].

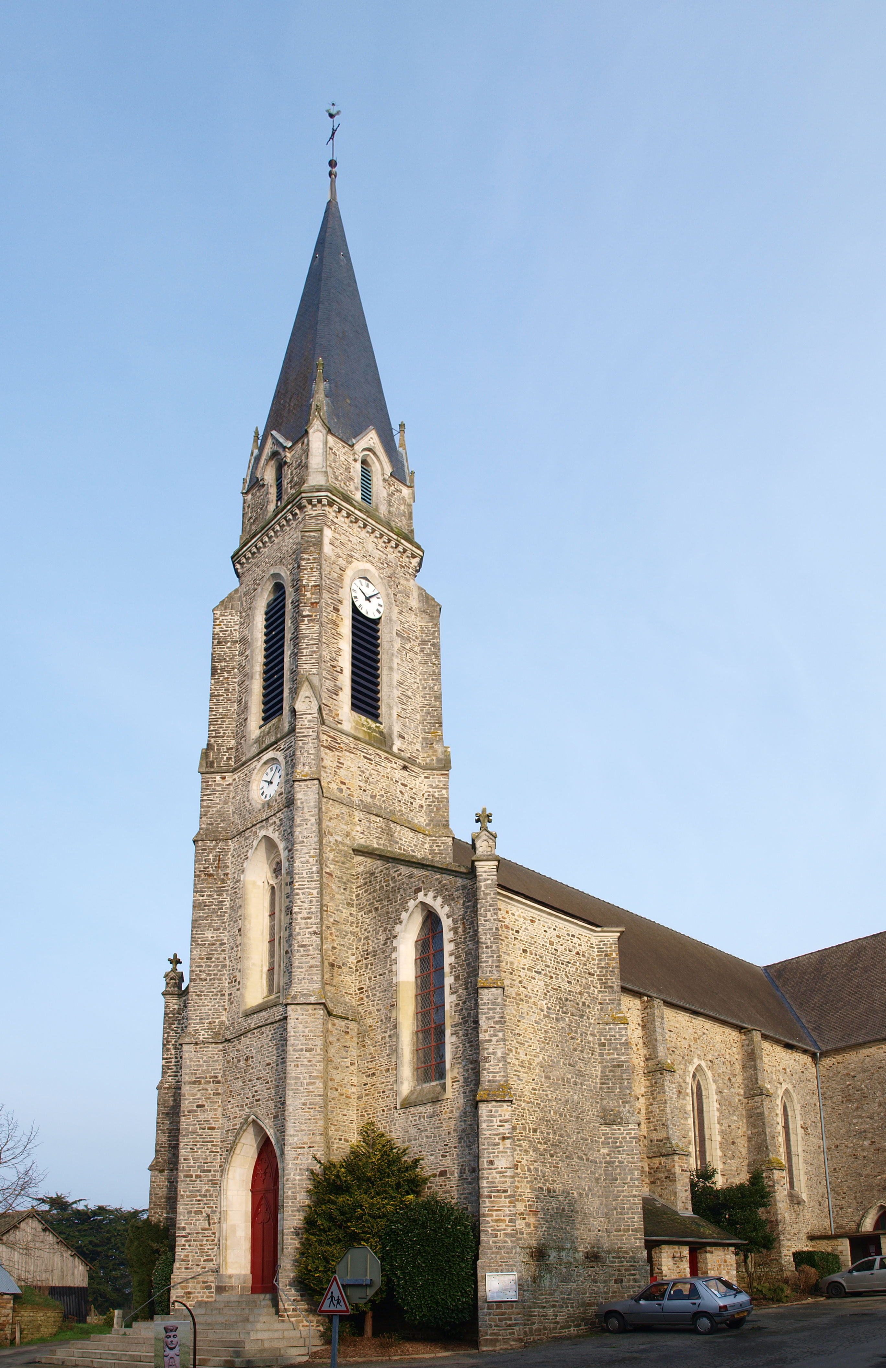
Église paroissiale Saint-Martin.
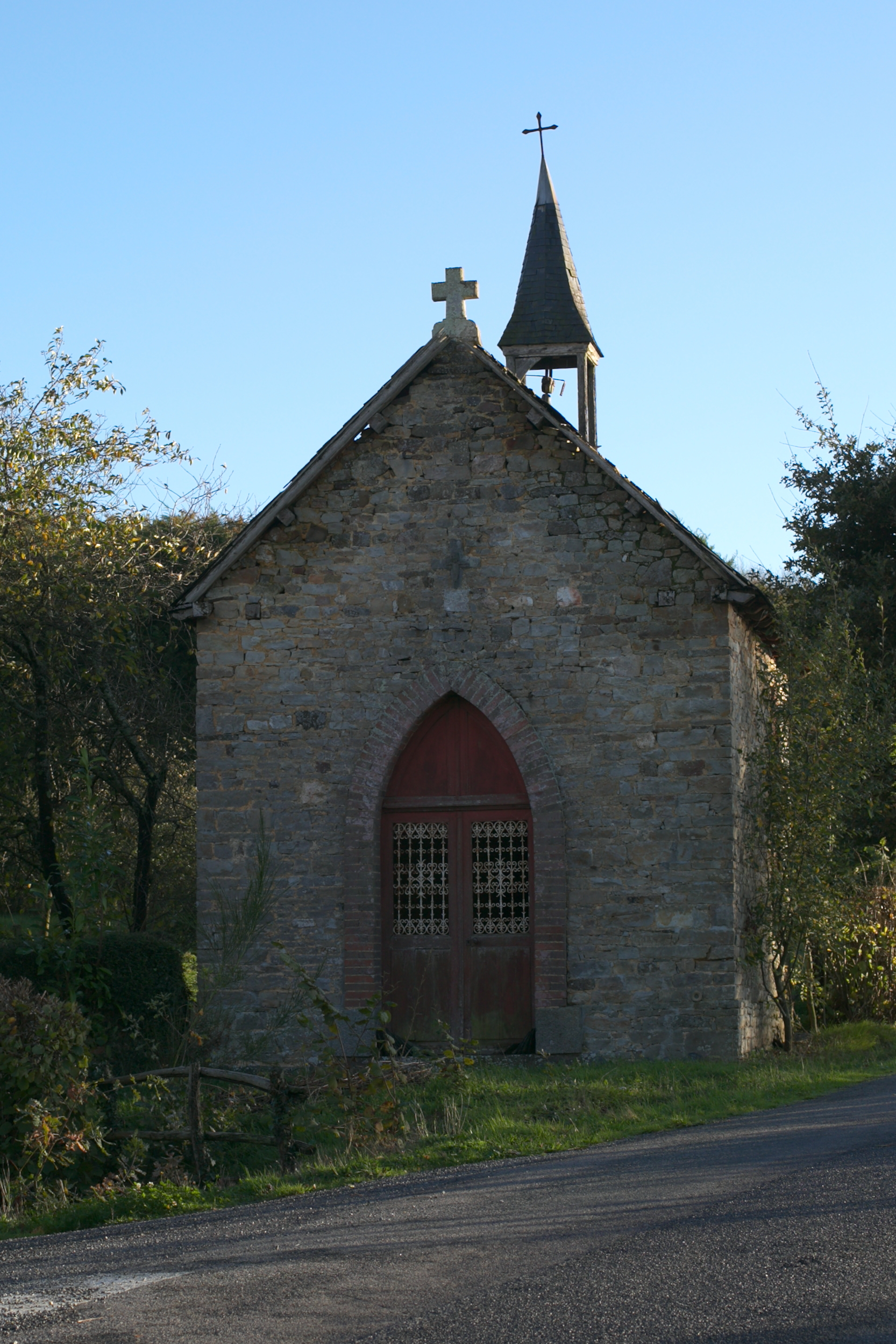
Chapelle du Crucifix à la Briantais.

- le château des Monts et sa chapelle Saint-Joseph[48].

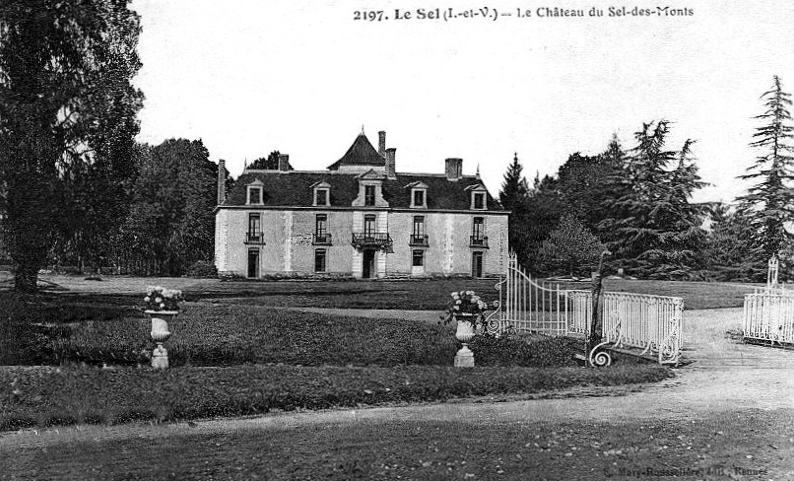
Le château des Monts au début du XXe siècle (carte postale d'Edmond Mary-Rousselière).

- le manoir de la Filochais[49].
- le musée Eugène Aulnette, inauguré en 2007.

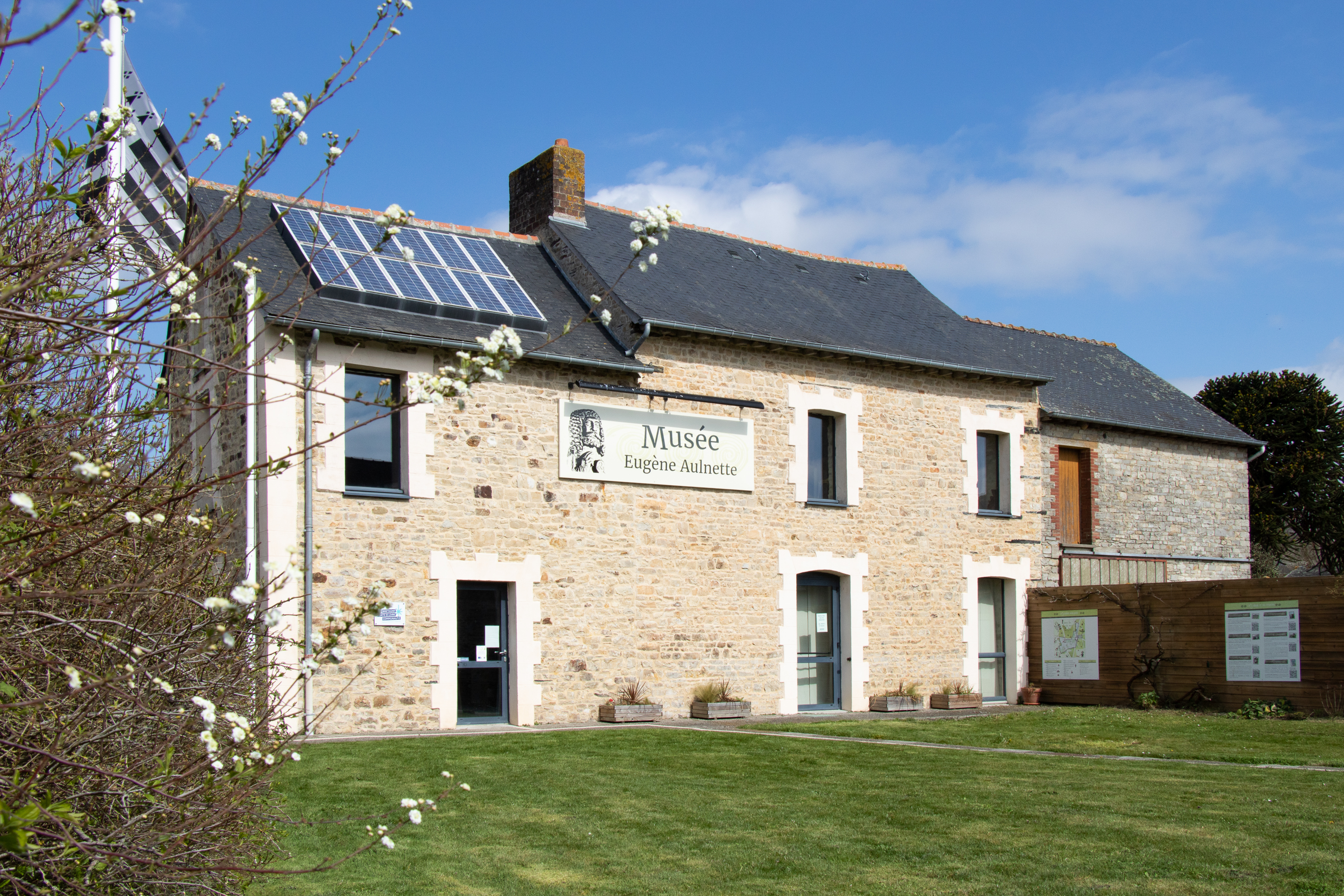
Le musée Eugène Aulnette, vue extérieure.

- le monument aux morts[50].

### Traditions
- Le "chêne Saint-Martin" était fréquenté par les jeunes filles désireuses de se marier ; elles se frottaient contre le tronc afin de convoler. Ce chêne doit son nom à saint Martin qui  y serait venu prêcher au IVe siècle ; il a de nos jours disparu[51].

### Personnalités liées à la commune
- Famille Pinczon du Sel, fondateurs et seigneurs de la paroisse du Sel.
- Julien-Joseph Pinczon du Sel (1712-1781), né au Sel, industriel, économiste et polémiste.
- Jean-Marie Falké (1890-1959), né au Sel, statuaire, sculpteur.
- Eugène Aulnette (1913-1991), artiste sculpteur.
- Eugène Brulé (1929-1999), rédacteur en chef d'Ouest-France.